# برشوم الصغرى
برشوم الصغرى إحدى قرى مركز طوخ التابع لمحافظة القليوبية بجمهورية مصر العربية.  

## السكان
بلغ عدد سكان برشوم الصغرى 3,136 نسمة، حسب الإحصاء الرسمي لعام 2006.